# Визовые требования для граждан Кот-д’Ивуара
Визовые требования для граждан Кот-д’Ивуара — административные ограничения на въезд, установленные соглашениями с властями других государств o визовом положении с Кот-д'Ивуаром. По состоянию на 2 июля 2019 года Кот-д'Ивуар установил безвизовый режим или соглашение о визе по прибытии с 56 странами и территориями, в результате чего ивуарийский паспорт занял 88-е место по степени свободы передвижения (вместе с паспортом из Узбекистана) согласно индексу паспортов Хенли.

## Карта визовых требований

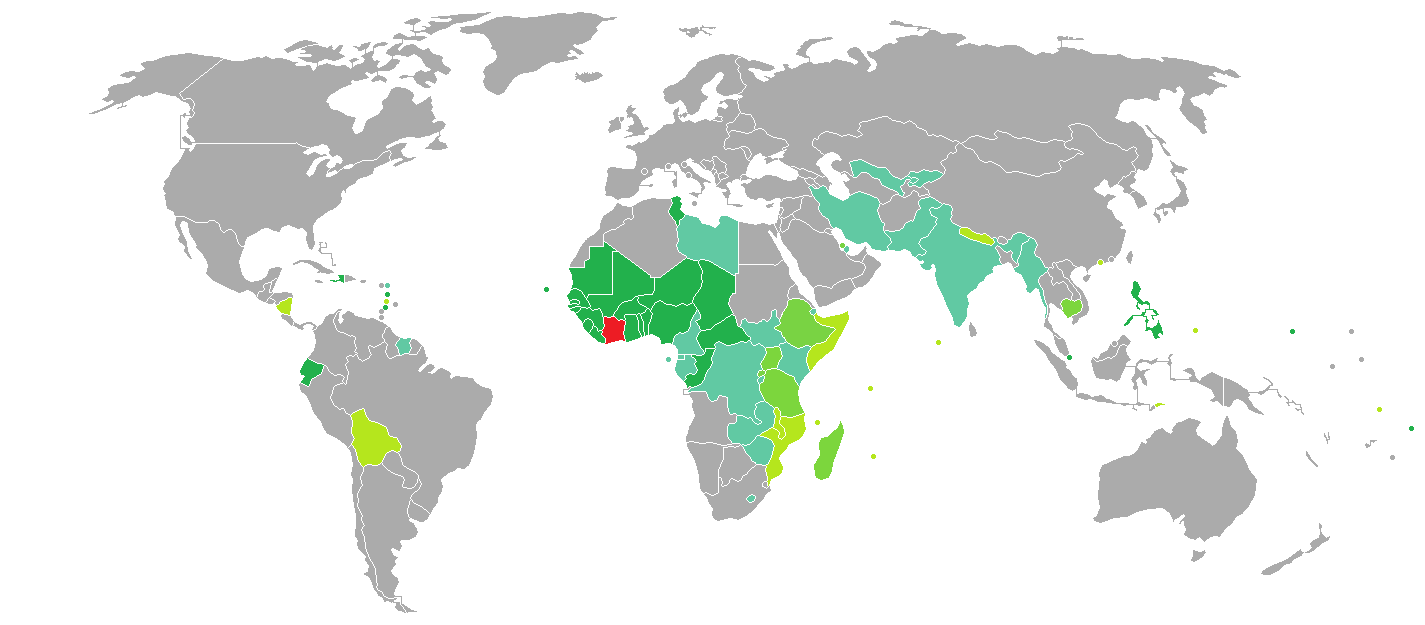
Визовые требования для ивуарийских граждан
Кот-д’Ивуар
Виза не требуется
Виза доступна по прибытии
Электронная виза
Виза доступна как по прибытии, так и онлайн
Требуется предварительная виза

## Визовые требования
| Страна                           | Требование визы                                        | Разрешено пребывание | Примечания (без учёта выездных сборов) |
| -------------------------------- | ------------------------------------------------------ | -------------------- | --- |
| Афганистан                       | Требуется виза                                         |                      | |
| Албания                          | Требуется виза                                         |                      | |
| Алжир                            | Требуется виза                                         |                      | |
| Андорра                          | Требуется виза                                         |                      | |
| Ангола                           | Требуется виза                                         |                      | |
| Антигуа и Барбуда                | Электронная въездная виза                              |                      | |
| Аргентина                        | Требуется виза                                         |                      | |
| Армения                          | Требуется виза                                         |                      | |
| Австралия и территории           | Требуется виза                                         |                      | - Может подать заявку онлайн (виза e600 для онлайн-посетителей). |
| Австрия                          | Требуется виза                                         |                      | |
| Азербайджан                      | Требуется виза                                         |                      | |
| Багамы                           | Требуется виза                                         |                      | |
| Бахрейн                          | Электронная виза                                       | 14 дней              | |
| Бангладеш                        | Требуется виза                                         |                      | |
| Барбадос                         | Требуется виза                                         |                      | |
| Беларусь                         | Требуется виза                                         |                      | |
| Бельгия                          | Требуется виза                                         |                      | |
| Белиз                            | Требуется виза                                         |                      | |
| Бенин                            | Виза не требуется                                      | 90 дней              | |
| Бутан                            | Требуется виза                                         |                      | |
| Боливия                          | Виза по прибытии                                       | 90 дней              | |
| Босния и Герцеговина             | Требуется виза                                         |                      | |
| Ботсвана                         | Требуется виза                                         |                      | |
| Бразилия                         | Требуется виза                                         |                      | |
| Бруней                           | Требуется виза                                         |                      | |
| Болгария                         | Требуется виза                                         |                      | |
| Буркина-Фасо                     | Виза не требуется                                      |                      | |
| Бурунди                          | Требуется виза                                         |                      | |
| Камбоджа                         | Электронная виза / Виза по прибытии                    | 30 дней              | |
| Камерун                          | Требуется виза                                         |                      | |
| Канада                           | Требуется виза                                         |                      | |
| Кабо-Верде                       | Виза не требуется                                      |                      | |
| Центральноафриканская Республика | Виза не требуется                                      |                      | |
| Чад                              | Виза не требуется                                      |                      | |
| Чили                             | Требуется виза                                         |                      | |
| Китайская Народная Республика    | Требуется виза                                         |                      | |
| Колумбия                         | Требуется виза                                         |                      | - Можно подать заявку онлайн. |
| Коморы                           | Виза по прибытии                                       |                      | |
| Республика Конго                 | Виза не требуется                                      |                      | |
| Демократическая Республика Конго | Требуется виза                                         |                      | |
| Коста-Рика                       | Требуется виза                                         |                      | |
| Хорватия                         | Требуется виза                                         |                      | |
| Куба                             | Требуется виза                                         |                      | |
| Кипр                             | Требуется виза                                         |                      | |
| Чешская Республика               | Требуется виза                                         |                      | |
| Дания                            | Требуется виза                                         |                      | |
| Джибути                          | Электронная виза                                       | 31 день              | |
| Доминика                         | Виза не требуется                                      | 6 месяцев            | |
| Доминиканская Республика         | Требуется виза                                         |                      | |
| Эквадор                          | Требуется виза                                         |                      | |
| Египет                           | Требуется виза                                         |                      | |
| Сальвадор                        | Требуется виза                                         |                      | |
| Экваториальная Гвинея            | Требуется виза                                         |                      | |
| Эритрея                          | Требуется виза                                         |                      | |
| Эстония                          | Требуется виза                                         |                      | |
| Эсватини                         | Требуется виза                                         |                      | |
| Эфиопия                          | Электронная виза / Виза по прибытии                    | до 90 дней           | - Визу по прибытии можно получить только в международном аэропорту Аддис-Абеба Боле. - Владельцы электронной визы должны прибыть через международный аэропорт Аддис-Абеба Боле. - Электронная виза доступна на 30 или 90 дней. |
| Фиджи                            | Требуется виза                                         |                      | |
| Финляндия                        | Требуется виза                                         |                      | |
| Франция                          | Требуется виза                                         |                      | |
| Габон                            | Электронная виза                                       |                      | - Владельцы электронной визы должны прибыть через международный аэропорт Libreville. |
| Гамбия                           | Виза не требуется                                      | 90 дней              | |
| Грузия                           | Требуется виза                                         |                      | |
| Германия                         | Требуется виза                                         |                      | |
| Гана                             | Виза не требуется                                      |                      | |
| Греция                           | Требуется виза                                         |                      | |
| Гренада                          | Требуется виза                                         |                      | |
| Гватемала                        | Требуется виза                                         |                      | |
| Гвинея                           | Виза не требуется                                      |                      | |
| Гвинея-Бисау                     | Виза не требуется                                      | 90 дней              | |
| Гайана                           | Требуется виза                                         |                      | |
| Гаити                            | Виза не требуется                                      | 3 месяца             | |
| Гондурас                         | Требуется виза                                         |                      | |
| Венгрия                          | Требуется виза                                         |                      | |
| Исландия                         | Требуется виза                                         |                      | |
| Индия                            | Электронная виза                                       | 60 дней              | - Владельцы электронной визы должны прибыть через 26 аэропортов, расположенных в следующих городах: Ахмадабад, Амритсар, Багдогра, Бангалор, Чандигарх, Ченнаи, Коимбатур, Дели, Гая, Гоа, Гувахати, Хайдарабад, Джайпур, Кочин, Калькутта, Карипур, Лакхнау, Мадурай, Мангалур, Мумбаи, Нагпур, Пуна, Тривандрам, Тируччираппалли, Babatpur, Вишакхапатнам или 3 морских портов, расположенных в Кочине, Mormugao, Мангалуре. - Электронную туристическую визу в Индию можно получить только дважды в течение одного календарного года. |
| Индонезия                        | Виза не требуется                                      | 30 дней              | |
| Иран                             | Электронная виза / Виза по прибытии                    | 15 дней              | |
| Ирак                             | Требуется виза                                         |                      | |
| Ирландия                         | Требуется виза                                         |                      | |
| Израиль                          | Требуется виза                                         |                      | |
| Италия                           | Требуется виза                                         |                      | |
| Ямайка                           | Требуется виза                                         |                      | |
| Япония                           | Требуется виза                                         |                      | |
| Иордания                         | Требуется виза                                         |                      | |
| Казахстан                        | Требуется виза                                         |                      | |
| Кения                            | Электронная виза                                       | 3 месяца             | |
| Кирибати                         | Требуется виза                                         |                      | |
| Северная Корея                   | Требуется виза                                         |                      | |
| Южная Корея                      | Требуется виза                                         |                      | |
| Кувейт                           | Требуется виза                                         |                      | |
| Киргизия                         | Электронная виза                                       |                      | |
| Лаос                             | Требуется виза                                         |                      | |
| Латвия                           | Требуется виза                                         |                      | |
| Ливан                            | Требуется виза                                         |                      | - Помимо визы, необходимо получить разрешение иммиграционного отдела Главного управления общей безопасности (La Surete Generale). |
| Лесото                           | Электронная виза                                       |                      | |
| Либерия                          | Виза не требуется                                      |                      | |
| Ливия                            | Требуется виза                                         |                      | |
| Лихтенштейн                      | Требуется виза                                         |                      | |
| Литва                            | Требуется виза                                         |                      | |
| Люксембург                       | Требуется виза                                         |                      | |
| Мадагаскар                       | Электронная виза / Виза по прибытии                    | 90 дней              | |
| Малави                           | Виза по прибытии                                       | 30 дней              | |
| Малайзия                         | Требуется виза                                         |                      | |
| Мальдивы                         | Виза по прибытии                                       | 30 дней              | |
| Мали                             | Виза не требуется                                      |                      | |
| Мальта                           | Требуется виза                                         |                      | |
| Маршалловы Острова               | Требуется виза                                         |                      | |
| Мавритания                       | Виза не требуется                                      |                      | |
| Маврикий                         | Виза по прибытии                                       | 60 дней              | |
| Мексика                          | Требуется виза                                         |                      | |
| Микронезия                       | Виза не требуется                                      | 30 дней              | |
| Молдавия                         | Требуется виза                                         |                      | |
| Монако                           | Требуется виза                                         |                      | |
| Монголия                         | Требуется виза                                         |                      | |
| Черногория                       | Требуется виза                                         |                      | |
| Марокко                          | Виза не требуется                                      |                      | |
| Мозамбик                         | Виза по прибытии                                       | 30 дней              | |
| Мьянма                           | Электронная виза                                       | 28 дней              | - Владельцы электронной визы должны прибыть через аэропорты Янгон, Nay Pyi Taw или Мандалай или через сухопутные пограничные переходы с Таиландом — Tachileik, Мьявади и Kawthaung или Индией — Rikhawdar и Tamu. - Электронная виза доступна только для туризма. |
| Намибия                          | Виза по прибытии                                       |                      | |
| Науру                            | Требуется виза                                         |                      | |
| Непал                            | Виза по прибытии                                       | 30 дней              | |
| Нидерланды                       | Требуется виза                                         |                      | |
| Новая Зеландия                   | Требуется виза                                         |                      | - Владельцам австралийской визы на постоянное жительство или возвратной визы резидента может быть предоставлена виза резидента Новой Зеландии по прибытии, разрешающая бессрочное пребывание (в соответствии с Транс-Тасманским соглашением о поездках), при условии соблюдения требований к характеру и получения электронного разрешения на поездку до отъезда. |
| Никарагуа                        | Виза по прибытии                                       | 90 дней              | |
| Нигер                            | Виза не требуется                                      |                      | |
| Нигерия                          | Виза не требуется                                      |                      | |
| Северная Македония               | Требуется виза                                         |                      | |
| Норвегия                         | Требуется виза                                         |                      | |
| Оман                             | Требуется виза                                         |                      | |
| Пакистан                         | Онлайн-виза                                            |                      | - Доступна онлайн-виза. - Электронное разрешение на поездку в деловых целях для получения визы по прибытии. |
| Палау                            | Виза по прибытии                                       | 30 дней              | |
| Панама                           | Требуется виза                                         |                      | |
| Папуа — Новая Гвинея             | Требуется виза                                         |                      | |
| Парагвай                         | Требуется виза                                         |                      | |
| Перу                             | Требуется виза                                         |                      | |
| Филиппины                        | Виза не требуется                                      | 30 дней              | |
| Польша                           | Требуется виза                                         |                      | |
| Португалия                       | Требуется виза                                         |                      | |
| Катар                            | Электронная виза                                       |                      | |
| Румыния                          | Требуется виза                                         |                      | |
| Россия                           | Требуется виза                                         |                      | |
| Руанда                           | Электронная виза / Виза по прибытии                    |                      | |
| Сент-Китс и Невис                | Требуется виза                                         |                      | |
| Сент-Люсия                       | Виза по прибытии                                       | 6 недель             | |
| Сент-Винсент и Гренадины         | Виза не требуется                                      | 30 дней              | |
| Самоа                            | Виза по прибытии / Разрешение на въезд по прибытии     | 60 дней              | |
| Сан-Марино                       | Требуется виза                                         |                      | |
| Сан-Томе и Принсипи              | Электронная виза                                       |                      | - Виза оформляется онлайн. |
| Саудовская Аравия                | Требуется виза                                         |                      | |
| Сенегал                          | Виза не требуется                                      | 90 дней              | |
| Сербия                           | Требуется виза                                         |                      | |
| Сейшелы                          | Виза по прибытии / Разрешение на посещение по прибытии | 3 месяца             | |
| Сьерра-Леоне                     | Виза не требуется                                      |                      | |
| Сингапур                         | Виза не требуется                                      | 30 дней              | |
| Словакия                         | Требуется виза                                         |                      | |
| Словения                         | Требуется виза                                         |                      | |
| Соломоновы острова               | Требуется виза                                         |                      | |
| Сомали                           | Виза по прибытии                                       | 30 дней              | - Доступно в аэропортах Босасо, Галькайо и Могадишо |
| Южно-Африканская Республика      | Требуется виза                                         |                      | |
| Южный Судан                      | Электронная виза                                       |                      | - Доступно онлайн - Распечатанное разрешение на визу необходимо предъявить во время поездки |
| Испания                          | Требуется виза                                         |                      | |
| Шри-Ланка                        | Требуется виза                                         |                      | |
| Судан                            | Требуется виза                                         |                      | |
| Суринам                          | Электронная виза                                       |                      | |
| Швеция                           | Требуется виза                                         |                      | |
| Швейцария                        | Требуется виза                                         |                      | |
| Сирия                            | Требуется виза                                         |                      | |
| Таджикистан                      | Требуется виза                                         |                      | |
| Танзания                         | Электронная виза / Виза по прибытии                    | 3 месяца             | |
| Таиланд                          | Требуется виза                                         |                      | |
| Восточный Тимор                  | Виза по прибытии                                       | 30 дней              | |
| Того                             | Виза не требуется                                      |                      | |
| Тонга                            | Требуется виза                                         |                      | |
| Тринидад и Тобаго                | Требуется виза                                         |                      | |
| Тунис                            | Виза не требуется                                      |                      | |
| Турция                           | Требуется виза                                         |                      | |
| Туркменистан                     | Требуется виза                                         |                      | |
| Тувалу                           | Виза по прибытии                                       | 1 месяц              | |
| Уганда                           | Виза по прибытии                                       |                      | |
| Украина                          | Требуется виза                                         |                      | |
| Объединённые Арабские Эмираты    | Требуется виза                                         |                      | |
| Великобритания и коронные земли  | Требуется виза                                         |                      | |
| Соединённые Штаты Америки        | Требуется виза                                         |                      | |
| Уругвай                          | Требуется виза                                         |                      | |
| Узбекистан                       | Электронная виза                                       | 30 дней              | |
| Вануату                          | Требуется виза                                         |                      | |
| Ватикан                          | Требуется виза                                         |                      | |
| Венесуэла                        | Требуется виза                                         |                      | |
| Вьетнам                          | Требуется виза                                         |                      | |
| Йемен                            | Требуется виза                                         |                      | |
| Замбия                           | Электронная виза                                       |                      | |
| Зимбабве                         | Электронная виза                                       |                      | |

## Зависимые, спорные или ограниченные территории
Непризнанные или частично признанные страны
| Территория                                    | Условия доступа   | Примечания |
| --------------------------------------------- | ----------------- | --- |
| Абхазия                                       | Требуется виза    | |
| Косово                                        | Требуется виза    | - Не нужна виза обладателю действующего биометрического вида на жительство, выданного одной из стран-участниц Шенгенской зоны, или действующей многократной шенгенской визы, обладателю действующего пропуска, выданного Организацией Объединённых Наций, НАТО, ОБСЕ, Советом Европы или Европейским союзом, обладателю действительных проездных документов, выданных членами ЕС и государствами Шенгенской зоны, Соединенными Штатами Америки, Канадой, Австралией и Японией на основании Конвенции 1951 года о статусе беженца или Конвенции 1954 года о статусе лиц без гражданства, а также обладателям действительных проездных документов для иностранцев (срок пребывания не более 15 дней) |
| Северный Кипр                                 | Виза не требуется | |
| Нагорно-Карабахская Республика                | Требуется виза    | - Путешественникам с визой Нагорного Карабаха (просроченной или действующей) или свидетельством о поездке в Нагорный Карабах (штамп) будет навсегда отказано во въезде в Азербайджан. |
| Палестина                                     | Виза не требуется | - Прибытие морем в Сектор Газа не допускается. |
| Сахарская Арабская Демократическая Республика |                   | - Неопределенный визовый режим на контролируемой территории Западной Сахары. |
| Сомалиленд                                    | Виза по прибытии  | - 30 дней за 30 долларов США, оплачивается по прибытии. |
| Южная Осетия                                  | Виза не требуется | - Для въезда в Южную Осетию требуется многократная виза в Россию и предварительное уведомление за три дня. |
| Тайвань                                       | Требуется виза    | |
| Приднестровье                                 | Виза не требуется | - Регистрация требуется после 24 часов пребывания. |

Зависимые и автономные территории
| Территория | Условия доступа                  | Примечания |
| Китай | Китай                            | Китай |
| --- | -------------------------------- | --- |
| Гонконг | Требуется виза                   | |
| Макау | Виза по прибытии                 | |
| Дания |                                  | |
| Фарерские острова | Требуется виза                   | |
| Гренландия | Требуется виза                   | |
| Франция |                                  | |
| Французская Гвиана | Требуется виза                   | |
| Французская Полинезия | Требуется виза                   | |
| Французская Вест-Индия | Требуется виза                   | - Включает в себя заморские департаменты Гваделупа и Мартиника, а также заморские общины Сен-Бартелеми и Сен-Мартен.                                                                   |
| Майотта | Требуется виза                   | |
| Новая Каледония | Требуется виза                   | |
| Реюньон | Требуется виза                   | |
| Сен-Пьер и Микелон | Требуется виза                   | |
| Уоллис и Футуна | Требуется виза                   | |
| Нидерланды |                                  | |
| Аруба | Требуется виза                   | |
| Карибские Нидерланды | Требуется виза                   | - Включает Бонайре, Синт-Эстатиус и Саба. |
| Кюрасао | Требуется виза                   | |
| Синт-Мартен | Требуется виза                   | |
| Новая Зеландия |                                  | |
| Острова Кука | Виза не требуется                | 31 день |
| Ниуэ | Виза не требуется                | 30 дней |
| Токелау | Требуется виза                   | |
| Великобритания |                                  | |
| Акротири и Декелия | Требуется виза                   | |
| Ангилья | Требуется виза                   | - Обладателям действующей визы, выданной Великобританией, виза не требуется. |
| Бермуды | Требуется виза                   | - Безвизовый режим на срок до 3 месяцев при транзите через Великобританию. |
| Британская Территория в Индийском Океане | Требуется специальное разрешение | - Требуется специальное разрешение. |
| Виргинские острова | Требуется виза                   | |
| Каймановы острова | Требуется виза                   | |
| Фолклендские острова | Требуется виза                   | |
| Гибралтар | Требуется виза                   | |
| Монтсеррат | Электронная виза                 | |
| Острова Питкэрн | Виза не требуется                | - 14 дней без визы и сбор за посадку 35 долларов США или налог в размере 5 долларов США, если не сходить на берег.                                                                     |
| Остров Вознесения | Электронная виза                 | - 3 месяца в течение любого периода года |
| Остров Святой Елены | Электронная виза                 | |
| Тристан-да-Кунья | Требуется разрешение             | - Требуется разрешение на посадку за 15/30 фунтов стерлингов (пассажир яхты/судна) для острова Тристан-да-Кунья или 20 фунтов стерлингов для островов Гоф, Инаксессибл или Найтингейл. |
| Южная Георгия и Южные Сандвичевы Острова | Требуется разрешение             | - Требуется предварительное разрешение на прибытие от комиссара (72 часа/1 месяц за 110/160 фунтов стерлингов).                                                                        |
| Теркс и Кайкос | Требуется виза                   | - Владельцы действующей визы, выданной Канадой, Великобританией или США, не нуждаются в визе на срок до 90 дней.                                                                       |
| Соединённые Штаты Америки |                                  | |
| Американское Самоа | Требуется виза                   | |
| Гуам | Требуется виза                   | |
| Северные Марианские острова | Требуется виза                   | |
| Пуэрто-Рико | Требуется виза                   | |
| Виргинские острова | Требуется виза                   | |
| Антарктика и прилегающие острова |                                  | |
| Специальные разрешения, необходимые для посещения острова Буве, Британской антарктической территории, Французских Южных и Антарктических территорий, Аргентинской Антарктики, Австралийской антарктической территории, Чилийской антарктической территории, острова Херд и островов Макдональд, острова Петра I, Земли Королевы Мод, зависимой территории Росса. |                                  | |

## Рекомендации
1. ↑  Global Ranking-Passport Index 2019. Henley & Partners. Дата обращения: 31 августа 2021. Архивировано 2 июля 2019 года.
2. ↑  Visitor e600 Visa Online Applications. Department of Immigration and Border Protection. Дата обращения: 31 августа 2021. Архивировано 10 декабря 2017 года.
3. ↑  Visa Online Request. Ministry of Foreign Affairs of Colombia. Дата обращения: 31 августа 2021. Архивировано из оригинала 11 октября 2017 года.
4. ↑  eVisa. www.evisa.gouv.dj. Дата обращения: 31 августа 2021. Архивировано 13 марта 2018 года.
5. ↑  Gabon e-Visa. evisa.dgdi.ga. Дата обращения: 31 августа 2021. Архивировано 7 июля 2017 года.
6. ↑  Indian e-Visa. Ministry of Home Affairs, Government of India. Дата обращения: 31 августа 2021. Архивировано 19 ноября 2017 года.
7. ↑  Tidak Untuk Jurnalistik, Wisatawan Dari 169 Negara Ini Bebas Visa Kunjungan ke Indonesia. Дата обращения: 31 августа 2021. Архивировано 7 ноября 2017 года.
8. ↑  Iran visa - Application, Requirements & Guide 2021. Дата обращения: 31 августа 2021. Архивировано 16 мая 2021 года.
9. ↑  eCitizen. eCitizen-Gateway to All Government Services. immigration.ecitizen.go.ke. Дата обращения: 31 августа 2021. Архивировано 1 сентября 2017 года.
10. ↑  visa lesotho tourism documents travel evisalesotho.com. Lesotho E-Visa. Дата обращения: 16 июня 2022. Архивировано 11 сентября 2018 года.
11. ↑  australian-resident-visa Information about: Australian Resident Visa. immigration.govt.nz. Immigration New Zealand. — «Граждане Австралии и постоянные жители могут посещать, работать и жить в Новой Зеландии. Перед поездкой в Новую Зеландию вам не нужна виза.»
12. ↑  Pakistan Online Visa System - Government of Pakistan. Дата обращения: 31 августа 2021. Архивировано 1 мая 2019 года.
13. ↑  Tourist Visa - Pakistan Online Visa System. Дата обращения: 31 августа 2021. Архивировано 1 мая 2019 года.
14. ↑  Business Visa in Your Inbox - Pakistan Online Visa System. Дата обращения: 31 августа 2021. Архивировано 1 мая 2019 года.
15. ↑  Archived copy. Архивировано 21 мая 2015 года.
16. ↑  evisa.gov.ss - Apply for a South Sudan e-Visa online. Дата обращения: 31 августа 2021. Архивировано 1 марта 2021 года.
17. 1 2  evisa.gov.ss - Apply for a South Sudan e-Visa online. Дата обращения: 31 августа 2021. Архивировано 1 декабря 2020 года.
18. ↑  Suriname E-Visa | VFS Global | Official partner of the Government of Suriname. Дата обращения: 31 августа 2021. Архивировано 2 мая 2019 года.
19. ↑  Tanzania eVisa - Welcome. Дата обращения: 31 августа 2021. Архивировано 29 марта 2019 года.
20. ↑  Official electronic visa portal of the Republic of Uzbekistan. Дата обращения: 31 августа 2021. Архивировано 8 апреля 2019 года.
21. ↑  MINISTRY OF FOREIGN AFFAIRS REPUBLIC OF ABKHAZIA. Архивировано 24 апреля 2016 года.
22. ↑  Visas For Foreign Citizens-For Kosovo Citizens-Consular Services-Ministry of Foreign Affairs-Republic of Kosovo. Ministry of Foreign Affairs-Republic of Kosovo. Дата обращения: 31 августа 2021. Архивировано 8 августа 2017 года.
23. ↑  Visas For Foreign Citizens-For Kosovo Citizens-Consular Services-Ministry of Foreign Affairs-Republic of Kosovo. Ministry of Foreign Affairs-Republic of Kosovo. Архивировано 10 марта 2013 года.
24. ↑  VISA Regulations. Turkish Republic of Northern Cyprus. Дата обращения: 31 августа 2021. Архивировано 24 июля 2017 года.
25. ↑  The procedure of foreign citizens' entry to the NKR. Дата обращения: 31 августа 2021. Архивировано из оригинала 22 сентября 2017 года.
26. ↑  FS. Azərbaycan Respublikasının Xarici İşlər Nazirliyi Azərbaycan Respublikasının vətəndaşlarına Liviyada mövcud olan vəziyyətlə bağlı xəbərdarlıq edir, 12 may 2011-ci il. mfa.gov.az. Дата обращения: 31 августа 2021. Архивировано 29 июня 2017 года.
27. ↑  Israel Country Specific Information. Bureau of Consular Affairs, U.S. Department of State. Архивировано 14 ноября 2013 года.
28. ↑  Practical travel information on Visas in Somaliland, Puntland & Somalia-Lonely Planet Travel Information. lonelyplanet.com. Архивировано 6 ноября 2014 года.
29. ↑  Archived copy. Архивировано 17 ноября 2006 года.
30. ↑  Procedure of the Entry to the Territory of the Republic of South Ossetia-Министерство иностранных дел. www.mfa-rso.su. Дата обращения: 31 августа 2021. Архивировано из оригинала 15 октября 2013 года.
31. ↑  О визах-Министерство иностранных дел. mfa-rso.su. Дата обращения: 31 августа 2021. Архивировано 5 июля 2013 года.
32. ↑  Procedure of the Entry to the Territory of the Republic of South Ossetia-Министерство иностранных дел. mfa-rso.su. Дата обращения: 31 августа 2021. Архивировано из оригинала 15 октября 2013 года.
33. ↑  線上填寫簽證申請系統. Дата обращения: 31 августа 2021. Архивировано из оригинала 12 января 2016 года.
34. ↑  Министерство иностранных дел-Приднестровской Молдавской Республики. Министерство иностранных дел. Дата обращения: 31 августа 2021. Архивировано 28 марта 2019 года.
35. ↑  Luxlana.net. luxlana.net. Архивировано 5 февраля 2007 года.
36. ↑  Rules and recommendations-Transnistria tour. transnistria-tour.com. Дата обращения: 31 августа 2021. Архивировано 8 августа 2017 года.
37. ↑  Passport and visa. Visit Faroe Islands. Архивировано 20 июля 2014 года.
38. ↑  Advice & Services for travelling to and staying in Greenland. Дата обращения: 31 августа 2021. Архивировано 15 марта 2016 года.
39. ↑  Requesting a visa - Ministry for Europe and Foreign Affairs. Дата обращения: 31 августа 2021. Архивировано 20 марта 2016 года.
40. ↑  Archived copy. Архивировано 15 марта 2014 года.
41. ↑  Protocols No. 3 and 10 to the Treaty of Accession 2003 Архивировано 11 июня 2016 года., European Commission, 16 April 2003.
42. ↑  Архивированная копия. Дата обращения: 31 августа 2021. Архивировано 21 июня 2016 года.
43. ↑  British Indian Ocean Territory travel advice. GOV.UK. Дата обращения: 31 августа 2021. Архивировано 3 июля 2011 года.
44. ↑  Tourist Information-Visas & Legal Info-Pitcairn Island Tourism. visitpitcairn.pn. Архивировано 18 октября 2013 года.
45. ↑  Haigh, Bill. Pitcairn Islands. www.government.pn. Дата обращения: 31 августа 2021. Архивировано 17 июля 2017 года.
46. ↑  Архивированная копия. Дата обращения: 31 августа 2021. Архивировано 3 марта 2016 года.
47. ↑  Ascension Island E-Visa System (13 ноября 2018). Дата обращения: 16 июня 2022. Архивировано 9 июня 2019 года.
48. ↑  Entry Visas (13 ноября 2018). Дата обращения: 31 августа 2021. Архивировано из оригинала 19 июня 2019 года.
49. ↑  Saint Helena eVisa. Saint Helena Government. Дата обращения: 16 июня 2022. Архивировано 14 мая 2020 года.
50. ↑  VISA REQUIREMENTS FOR VISITING ST HELENA. St Helena Government (14 декабря 2017). Дата обращения: 31 августа 2021. Архивировано 22 января 2018 года.
51. ↑  Grundy, Richard. Tristan da Cunha Tourism. www.tristandc.com. Дата обращения: 31 августа 2021. Архивировано 27 февраля 2018 года.
52. ↑  South Georgia and South Sandwich Islands (British Overseas Territory) travel advice. fco.gov.uk. Дата обращения: 31 августа 2021. Архивировано 30 октября 2012 года.
53. ↑  Information for Visitors-South Georgia Website. sgisland.gs. Архивировано 12 апреля 2008 года.
54. ↑  Antarctic tourism-British Antarctic Survey. www.antarctica.ac.uk. Дата обращения: 31 августа 2021. Архивировано 4 июля 2012 года.
55. ↑  Archived copy. Архивировано 27 апреля 2011 года.
56. ↑  British Antarctic Territory-GOV.UK. britishantarcticterritory.fco.gov.uk. Дата обращения: 31 августа 2021. Архивировано 27 января 2013 года.
57. ↑  Accès à l’Antarctique. www.taaf.fr. Дата обращения: 31 августа 2021. Архивировано 1 мая 2018 года.
58. ↑  Accès aux Terres australes françaises. www.taaf.fr. Дата обращения: 31 августа 2021. Архивировано из оригинала 1 мая 2012 года.
59. ↑  Accès aux îles Eparses. www.taaf.fr. Дата обращения: 31 августа 2021. Архивировано из оригинала 1 мая 2012 года.
60. ↑  Archived copy. Архивировано 5 августа 2014 года.
61. ↑  Forms expeditioners must sign. www.antarctica.gov.au. Дата обращения: 31 августа 2021. Архивировано из оригинала 27 ноября 2012 года.
62. ↑  Division, c=AU;o=Commonwealth of Australia;ou=Department of the Environment and Energy;ou=Australian Antarctic. Frequently asked questions. www.heardisland.aq. Дата обращения: 31 августа 2021. Архивировано 20 июня 2014 года.
63. ↑  Archived copy. Архивировано 17 октября 2013 года.
64. ↑  Dronning Maud Land. Norwegian Polar Institute. Дата обращения: 31 августа 2021. Архивировано из оригинала 4 мая 2011 года.
65. ↑  Trade, New Zealand Ministry of Foreign Affairs and. The Ministry of Foreign Affairs and Trade acts in the world to make New Zealanders safer and more prosperous. New Zealand Ministry of Foreign Affairs and Trade. Дата обращения: 31 августа 2021. Архивировано из оригинала 22 мая 2010 года.